# 納駅
納駅（おさめえき）は、かつて兵庫県洲本市納に存在した、淡路交通鉄道線の駅（廃駅）である。

## 歴史
淡路鉄道の全通後、二本松 - 広田間には山添駅（やまぞええき）が設置され、初春の時期にのみ列車が停車していた。しかしながら行楽客向けの駅ゆえにアクセスの便が良くなかったことから、1934年に常設駅として納駅が0.6km二本松寄りに新設開業、山添駅はその5年後に廃止されている。
- 1927年（昭和2年）3月5日：淡路鉄道の山添駅が開業[1]。臨時駅であった。
- 1933年（昭和7年）4月9日：納駅が開業[1]。
- 1934年（昭和8年）5月7日：納駅のホームを延長[1]。
- 1938年（昭和13年）4月8日：山添駅廃止[1]。
- 1943年（昭和18年）7月：社名改称に伴い淡路交通鉄道線の駅となる。
- 1966年（昭和41年）10月1日：鉄道線の廃線に伴い廃止[2]。

## 駅構造
単式ホーム1面1線の地上駅であり、洲本方から見て左側にホームと駅舎が設置されていた。
最晩年は乗車券類の販売が近隣の商店に受託されていた。

## 駅周辺
- 国道28号
- 兵庫県道125号洲本松帆線
- 初尾川

## 駅跡
跡地は県道となっており、駅の存在を示すものは残っていない。

## 隣の駅
淡路交通
鉄道線
淡路二本松駅 - 納駅 - 淡路広田駅